# Synapsis brahminus
Synapsis brahminus là một loài bọ cánh cứng trong họ Bọ hung (Scarabaeidae).